# Triphosa albiplaga
Triphosa albiplaga är en fjärilsart som beskrevs av Charles Oberthür 1887. Triphosa albiplaga ingår i släktet Triphosa och familjen mätare. Inga underarter finns listade i Catalogue of Life.